# Село (община Жири)
Вижте пояснителната страница за други значения на Село.
Село (на словенски: Selo) е село в Словения, Горенски регион, община Жири. Според Националната статистическа служба на Република Словения през 2002 г. селото има 279 жители.